# Benquerencia de la Serena
Benquerencia de la Serena ist eine Gemeinde (municipio) mit nur noch 789 Einwohnern (Stand: 2024) im Südosten der spanischen Provinz Badajoz in der Autonomen Gemeinschaft Extremadura. Neben dem Hauptort Benquerencia de la Serena gehören die Ortschaften Helechal, La Nava, Puerto Hurraco und Puerto Mejoral zur Gemeinde.

## Lage
Benquerencia de la Serena liegt ca. 85 Kilometer ostsüdöstlich von Mérida in einer Höhe von ca. 670 m. Das Klima im Winter ist gemäßigt, im Sommer dagegen warm bis heiß; die eher geringen Niederschlagsmengen (ca. 451 mm/Jahr) fallen – mit Ausnahme der nahezu regenlosen Sommermonate – verteilt übers ganze Jahr.

## Bevölkerungsentwicklung
| Jahr      | 1970 | 1981 | 1991 | 2001 | 2011 | 2021 |
| Einwohner | 2149 | 1419 | 1190 | 985  | 923  | 808  |

Der deutliche Bevölkerungsrückgang seit den 1950er Jahren ist im Wesentlichen auf die Mechanisierung der Landwirtschaft, die Aufgabe bäuerlicher Kleinbetriebe und den damit einhergehenden Verlust an Arbeitsplätzen zurückzuführen (Landflucht).

## Wirtschaft
Während das Umland über Jahrhunderte in hohem Maße landwirtschaftlich geprägt war und immer noch ist, ließen sich im Ort selbst auch Kleinhändler, Handwerker und Dienstleister aller Art nieder.

## Sehenswürdigkeiten

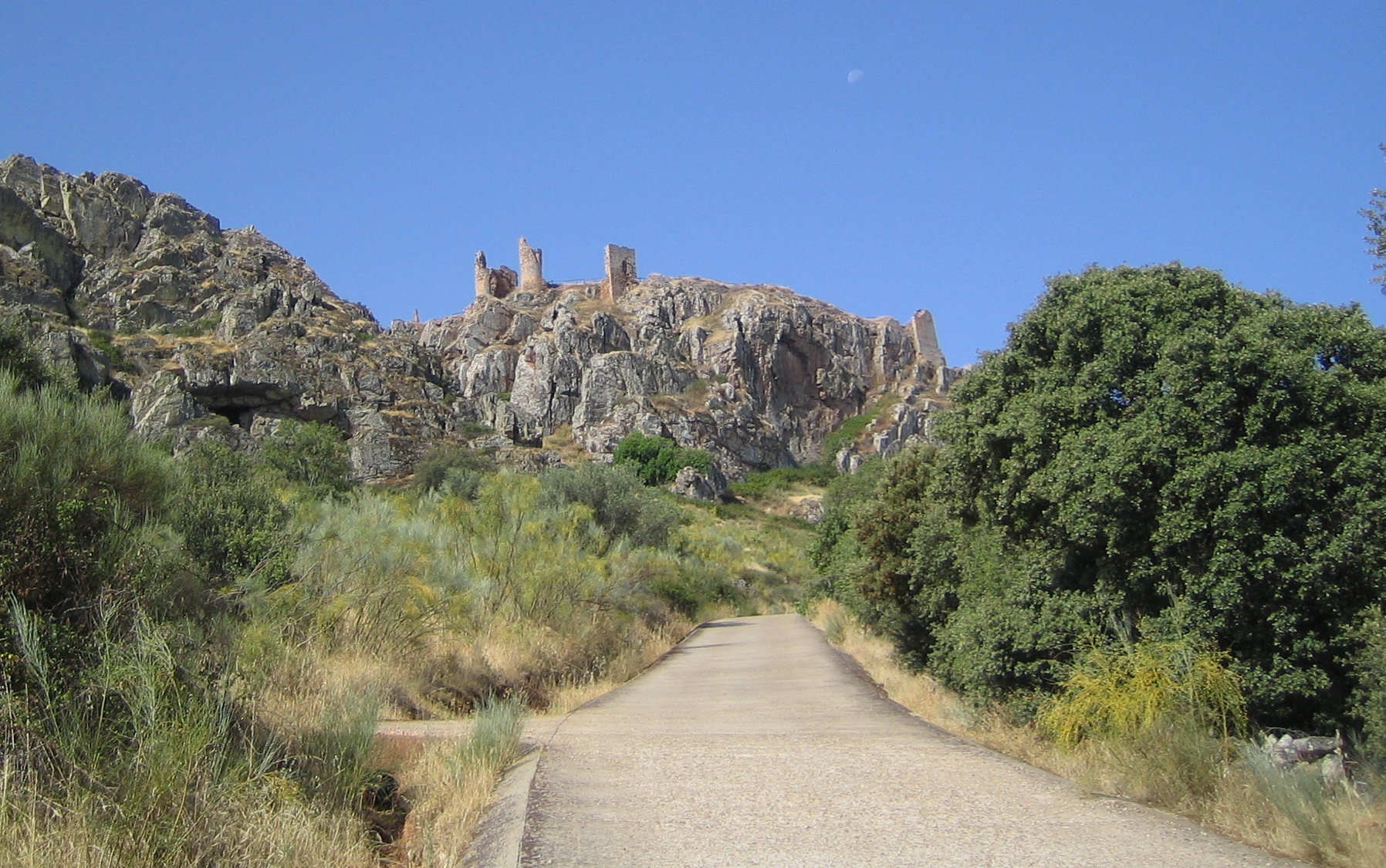
Burgreste
- Kirche Mariä Himmelfahrt (Iglesia de Nuestra Señora de la Asunción)
- Rathaus

- Burgreste

## Persönlichkeiten
- Manolo Tena (eigentlich: José Manuel de Tena Tena, 1951–2016), Komponist und Sänger